# Ferme des Prés
La ferme des Prés est une ferme située à Vareilles, en France.

## Localisation
La ferme est située dans le département français de l'Yonne, sur la commune de Vareilles.

## Description
À côté de la partie habitation, se trouvait autrefois l'écurie pouvant abriter 9 chevaux, une vacherie (étable) pour une soixantaine de vaches et la bergerie pour 250 moutons. Ce qui a permis le classement de la Ferme des près au titre des  monuments historiques est la présence d’un colombier contenant 300 poteries servant de nids aux pigeons.

## Historique
Les premières traces de la ferme des prés datent de 1656. En 1665 le propriétaire en est Jacques Huerne avocat au Parlement. Elle est appelée « maison du sieur Huerne ». En 1678 les propriétaires sont « Messieurs les prêtres de la Congrégation de Versailles, Abbé de Saint Rémi » À partir de cette date elle est désignée sous le terme : « La Ferme des Seigneurs de Vareilles » (ref Collection des documents inédits sur l’histoire économique de la Révolution française). Elle est vendue comme bien national le 11 août 1791. La ferme est reconvertie, maintenant, à la culture biologique.
L'édifice est inscrit au titre des monuments historiques en 1996.